# 陈学明
陈学明（1972年1月—），男，浙江宁波人，中华人民共和国外交官，曾任中华人民共和国驻蒙特利尔总领事。现任中共外交部巡视工作领导小组办公室主任。

## 生平
1993年，进入中华人民共和国外交部工作，先后在外交部礼宾司、驻黎巴嫩大使馆、外交部干部司、外交部办公厅、外交部驻香港特派员公署任职。2014年，任外交部干部司参赞，后升外交部干部司副司长。2017年，任中共中央纪律检查委员会组织部副部长。2018年，任外交部干部司副司级干部。同年7月，出任中华人民共和国驻蒙特利尔总领事。2022年9月，自驻蒙特利尔总领事离任。2023年10月，任中共外交部巡视工作领导小组办公室主任。

## 家庭
已婚，有一女。